# Georgij Nikolajevič Danelija
Georgij Nikolajevič Danelija (tudi Gija Danelija; gruzinsko გიორგი დანელია, rusko Георгий Николаевич Данелия), ruski arhitekt, filmski režiser in scenarist gruzinskega porekla, * 25. avgust 1930, Tbilisi, Sovjetska zveza, sedaj Gruzija, † 4. april 2019, Moskva.
Danelija je postal znan v Sovjetski zvezi po svojih žalostnih komedijah, kakor jih je sam označeval, grenko sladkih kot je življenje samo.

## Življenje
Diplomiral je leta 1955 na Moskovskem arhitekturnem inštitutu in delal kot arhitekt. Končal je Višji režiserski tečaj leta 1959. 
Njegov film iz leta 1963 Hodim po Moskvi (Я шагаю по Москве), v katerem je zaigral Nikita Sergejevič Mihalkov, je eden najbolj značilnih filmov v času "odjuge" oz. "otoplitve" Hruščova. Njegova najbolj priljubljena filma sta bila verjetno Mimino (Мимино) (1977), o pustolovščinah gruzijskega pilota v Moskvi, in Jesenski maraton (Осенний марафон) (1979), o prevajalcu, ki je okleval med svojo ženo in ljubico.
V letu 1986 je režiral nenavaden znanstvenofantastični film Kin-dza-dza! (Кин-дза-дза!). V večini njegovih filmov sta zaigrala njegova poznejša žena Ljubov Sergejevna Sokolova in njegov prijatelj Jevgenij Pavlovič Leonov. Sokolovo Guinnessova knjiga rekordov navaja kot najplodovitejšo filmsko igralko vseh časov. Daneliji so leta 1990 podelili naziv Narodnega umetnika SZ.
Ponovno se je poročil z režiserko Galino Jurkovo. Ukvarjal se je z animiranmi filmi. Narodna akademija filmskih umetnosti in znanosti Rusije mu je za življenjsko delo podelila nagrado Zlati orel.

## Filmografija

### Režija
- 1959 — Tudi ljudje (Тоже люди)
- 1960 — Serjoža (Серёжа)
- 1962 — Pot k sidrišču (Путь к причалу)
- 1963 — Hodim po Moskvi (Я шагаю по Москве)
- 1965 — Triintrideset (Тридцать три)
- 1969 — Ne žaluj! (Не горюй!)
- 1973 — Popolnoma brezupen (Совсем пропащий)
- 1975 — Afonja (Афоня)
- 1977 — Mimino (Мимино)
- 1979 — Jesenski maraton (Осенний марафон)
- 1982 —  Tekle so solze (Слёзы капали)
- 1986 — Kin-dza-dza! (Кин-дза-дза!)
- 1990 — Potni list (Паспорт)
- 1993 — Nastja (Настя)
- 1995 — Cifra in mož (Орёл и решка)
- 2000 — Usoda (Фортуна)
- 2013 — Ku! Kin-dza-dza (Ку! Кин-дза-дза – risani film)

### Scenarij
- 1971 — Gospodje sreče (Джентльмены удачи)